# Main Street (1923)
Main Street é um filme de drama mudo estadunidense de 1923 baseado no romance de mesmo nome de 1920 de Sinclair Lewis. Foi produzido e distribuído pela Warner Bros. e dirigido por Harry Beaumont. Uma versão teatral do romance na Broadway foi produzida em 1921. Foi o primeiro filme a ser lançado após a fundação da Warner Bros. Pictures em 4 de abril de 1923.

## Sinopse
Conforme descrito em uma crítica de revista de cinema, uma jovem da cidade com ideias avançadas se casa com um médico de uma pequena cidade e vai morar em um bairro do interior. Sua irritação com as conversas fiadas e os incidentes mesquinhos que compõem a vida dos habitantes da cidade finalmente culminam com ela saindo de casa e indo trabalhar como funcionária do governo em Washington, D.C. Depois de um tempo, seu marido a segue até lá e há uma reunião.

## Elenco
- Florence Vidor como Carol Milford
- Monte Blue como Dr. Will Kennicott
- Harry Myers como Dave Dyer
- Robert Gordon como Erik Valborg
- Noah Beery como Adolph Valborg
- Alan Hale como Miles Bjornstam
- Louise Fazenda como Bea Sorenson
- Anne Schaefer como Sra. Valborg
- Josephine Crowell como Widow Bogart
- Otis Harlan como Ezra Stowbody
- Gordon Griffith como Cy Bogart
- Lon Poff como Chet Dashaway
- J. P. Lockney como Luke Dawson
- Gilbert Clayton como Sam Clark
- Jack McDonald como Nat Hicks
- Michael Dark como Guy Pollock
- Estelle Short como Sra. Dashaway
- Glen Cavender como Harry Haydock
- Katherine Perry como Sra. Dave Dyer
- Aileen Manning como Sra. Stowbody
- Sra. Hayward Mack como Sra. Haydock
- Louis King como Sr. Volstead
- Josephine Kirkwood como Sra. Sam Clark
- Louise Carver como Sra. Donovan
- Hal Wilson como Del Snaflin

## Bilheteria
De acordo com os registros da Warner Bros, o filme arrecadou US$ 510 mil no mercado interno e US$ 46 mil no exterior.

## Estado de preservação
Main Street é um filme perdido. Os registros da Warner Bros. do negativo do filme têm uma anotação, “Junked 12/27/48” (ou seja, 27 de dezembro de 1948). A Warner Bros. destruiu muitos de seus negativos no final dos anos 1940 e 1950 devido à decomposição do nitrato de seus filmes anteriores a 1933.